# Murray (rivier in West-Australië)
De Murray is een rivier in de regio Peel in West-Australië.

## Geschiedenis
De oorspronkelijke bewoners van de streek waardoor de Murray stroomt waren de Pindjarup Nyungah Aborigines.
Tijdens een verkenningstocht in november 1829 verkend dr. Alexander Collie en luitenant William Preston de rivier. Gouverneur James Stirling vernoemde de rivier naar George Murray, de toenmalige Britse staatssecretaris voor oorlog en koloniën.

## Geografie
De rivier ontstaat in het Lane Pool Reserve in de Darling Scarp, ten westen van Mount Saddleback, waar de rivieren Hotham en Williams samenkomen en de Murray vormen. De rivier stroomt vervolgens meer dan 130 kilometer in noordwestelijke richting, door het dorp Pinjarra. Ze mondt uit in de Peel Inlet en vervolgens in de Indische Oceaan.
De Murray wordt gevoed door onder meer volgende waterlopen:
- Hotham River (184 m)
- Williams River (184 m)
- Long Gully (174 m)
- Howse Brook (171 m)
- Chalk Brook (168 m)
- Big Brook (164 m)
- Yarragil Brook (159 m)
- Swamp Oak Brook (147 m)
- Marrinup Brook (18 m)
- Dandalup River (8 m)